# José de Carvalho Sobrinho
José de Carvalho Sobrinho (Alfenas, 9 de outubro de 1904 – São Paulo, 25 de junho de 1987) foi um político brasileiro.
Filho de Tibúrcio de Carvalho e Silva e de Maria Augusta de Carvalho. Casou com Ana Isabel de Carvalho.
Foi nomeado pelo governador Adhemar de Barros para exercer o cargo de prefeito de Botucatu e Santo André.
Nas eleições estaduais em São Paulo em 1950 foi eleito deputado federal pelo Partido Social Progressista (PSP). Foi reeleito nas eleições estaduais em São Paulo em 1954 e eleições estaduais em São Paulo em 1958, atuou na última legislatura como relator da segunda comissão especial designada em 1959 para examinar, em Brasília, as condições de funcionamento das instalações da futura capital federal. Foi novamente reeleito nas eleições estaduais em São Paulo em 1962. Com a extinção dos partidos políticos pelo Ato Institucional Número Dois e a posterior instauração do bipartidarismo, filiou-se à Aliança Renovadora Nacional (Arena).